# ميزو إم إكس 4
ميزو MX4 (بالإنجليزية: Meizu MX4)‏ هو هاتف ذكي من ميزو يعمل بنظام أندرويد، تم طرحه في الأسواق في 22 سبتمبر 2014.

## الخصائص
- نظام التشغيل: أندرويد
- الكاميرا الأمامية: 2.0 ميجابكسل
- الكاميرا الخلفية: 20.7 ميجابكسل
- الشاشة: 1920×1152
- الوزن: 147 غ (5.2 أونصة)
- المعالج: 2.2 جيجا هرتز
- الذاكرة: 2 جيجابايت
- التخزين: 16 جيجابايت